# God Bless Australia
God Bless Australia (Que Dieu bénisse l'Australie) est un chant patriotique australien proposé comme hymne national de l'Australie en 1961. Les paroles ont été écrites par Jack O'Hagan d'après la mélodie de Waltzing Matilda.

## Paroles
| Paroles originales (en) | Traduction en français |
| --- | --- |
| Here in this God given land of ours, Australia This proud possession, our own piece of earth That was built by our fathers, who pioneered our heritage, Here in Australia, the land of our birth. God bless Australia, Our land Australia, Home of the Anzac, the strong and the free It's our homeland, our own land, To cherish for eternity, God bless Australia, The land of the free. Here in Australia, we treasure love and liberty, Our way of life, all for one, one for all We're a peace loving race, but should danger ever threaten us, Let the world know we will answer the call God bless Australia, Our land Australia, Home of the Anzac, the strong and the free It's our homeland, our own land, To cherish for eternity, God bless Australia, The land of the free. | Ici dans cette terre donnée par Dieu qui est la nôtre, l'Australie Cette fière possession, notre propre morceau de terre Qui a été bâtie par nos pères, qui ont été les pionniers de notre héritage, Ici en Australie, le pays de notre naissance. Que Dieu bénisse l'Australie, notre pays l'Australie, Patrie de l'ANZAC, forte et libre C'est notre patrie, notre propre pays À chérir pour l'éternité, Que Dieu bénisse l'Australie, le pays de la liberté. Ici en Australie, nous chérissons l'amour et la liberté, Notre mode de vie, un pour tous, tous pour un Nous sommes une race épris de paix, mais si le danger devait nous menacer, Que le monde sache que nous répondrons à l'appel. Que Dieu bénisse l'Australie, notre pays l'Australie, Patrie de l'ANZAC, forte et libre C'est notre patrie, notre propre pays À chérir pour l'éternité, Que Dieu bénisse l'Australie, le pays de la liberté. |

## Parrainage
La chanson a été diffusée dans les cinémas australiens par Ampol, une entreprise pétrolière australienne avec un monoplage 45 tours vendu par l'entreprise.